# Geochelone elegans
La  Tartaruga stellata indiana (Geochelone elegans (Schoepf, 1795) è una tartaruga della famiglia Testudinidae, diffusa nelle zone aride di India e Sri Lanka. La specie è popolare come animale domestico.

## Descrizione
Il carapace molto convesso e gli scuti dorsali spesso formano gobbe; i margini laterali sono quasi verticali; il margine posteriore è ampio e fortemente seghettato, non ha scuti nucali; gli scuti sopracaudali non sono divisi mentre sono incurvati nel maschio; gli scuti sono striati concentricamente; il primo scuto vertebrale è più lungo che largo, mentre gli altri sono ampi come lo scuto costale corrispondente. Il grande piastrone è troncato o dentellato nella parte anteriore, profondamente dentellato e diviso in due dietro. La testa ha una fronte gonfia, convessa e coperta di squame piuttosto piccole e irregolari; il becco è leggermente adunco e i bordi delle mascelle sono dentellati. Il carapace è nero, con areole gialle da cui si irradiano striature gialle e di solito con strisce strette e molto numerose. Il piastrone è altrettanto striato di nero e giallo. Raggiunge i 30 cm di lunghezza.
Il disegno del guscio produce un forte contrasto e rompe la sagoma della tartaruga quando sta sotto l'ombra dell'erba o della vegetazione un po' come accade alle zebre.
Il dimorfismo sessuale è abbastanza evidente. Le femmine sono considerevolmente più grandi rispetto ai maschi. Inoltre, il piastrone delle femmine è molto più piatto di quello dei maschi che ha una forma concava.
La forma del guscio di questa creatura si presume che sia particolarmente adatto per aiutarle a rimettersi in piedi dopo che è stata girata sul dorso. Il matematico Gábor Domokos dell'Università di Budapest e Péter Várkonyi dell'Università di Princeton hanno progettato un oggetto chiamato Gömböc che ha un solo punto di equilibrio stabile: il Gömböc torna sempre in posizione eretta. Alcuni studiosi hanno notato la somiglianza con la Geochelone elegans.

## Biologia
Sono per lo più erbivore e si nutrono di erba, frutta caduta, fiori e foglie di piante succulente e a volte mangiano carogne. Sono mangiatori molto meticolosi e aumentano di peso con estrema lentezza. I piccoli mangiano e dormono per i primi mesi di vita.

## Distribuzione e habitat
L'areale della specie si estende dall'India (ad eccezione del Basso Bengala) alla provincia di Sindh (Pakistan) e allo Sri Lanka.

### In cattività
Riprodurre questi animali in cattività è estremamente difficile. Acquistare esemplari selvatici (così come catturarle, ucciderle o molestarle in alcun modo) di questa tartaruga è illegale in India.

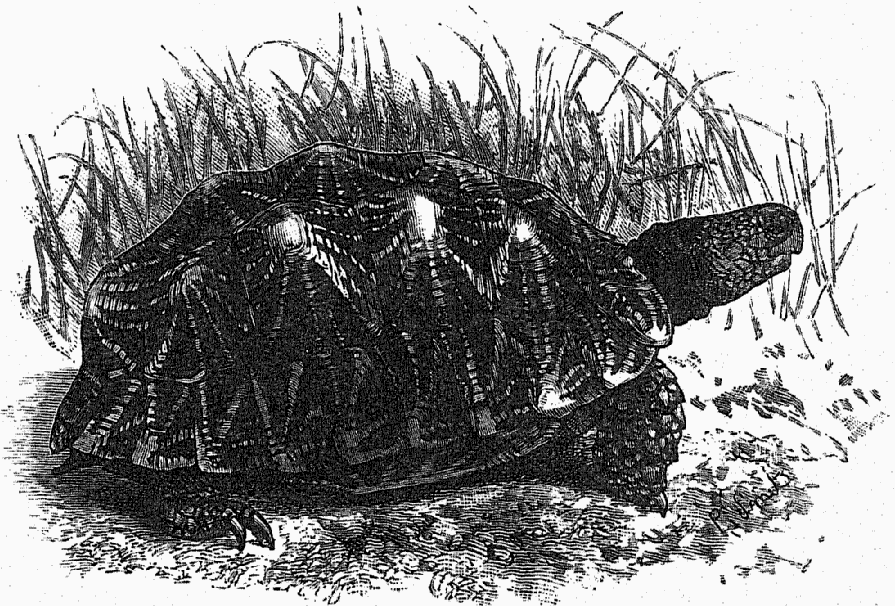
Abbozzo di una tartaruga stelle a partire da Boulenger's La fauna dell'India britannica

Un gran numero di esemplari di questa specie si trovano nel commercio illegale di specie selvatiche in India.